# Louis-David Abelous
Pour les articles homonymes, voir Abelous.
Louis-David Abelous est un pasteur protestant français.

## Biographie
Né le 3 septembre 1828 à Bédarieux, Louis-David Abelous est le fils d'un fabricant de draps. 
Il étudie la théologie protestante à Genève de 1846 à 1848, mais interrompt son cursus pour devenir l'assistant d'Hippolyte Charamaule. Il enseigne ensuite dans le secondaire, avant de reprendre ses études à la Faculté de théologie protestante de Montauban de 1853 à 1856. 
Consacré à Montauban la même année, il est quelques mois suffragant à Elbeuf, avant de joindre Montivilliers l'année suivante, puis La Roque-d'Anthéron (1861), Puylaurens (1864), et Aix-en-Provence (1873). Il donne sa démission en 1885.
Il est par ailleurs rapporteur à l'occasion de deux conférences pastorales évangéliques, et collabore à des journaux de cette mouvance comme Le Chrétien évanglique ou L'Espérance. Il livre plusieurs publications, dont un catéchisme.